# Varulven (roman)
Varulven (originaltitel på norska Varulven) är en roman av den dansk-norske författaren Aksel Sandemose, utgiven 1958. Boken brukar räknas som Sandemoses genombrott och en bitande uppgörelse med fördomar och kortsynthet. Varulven inspirerade Cornelis Vreeswijk till sången om Felicia, samma Felicia som omtalas i Varulven.
Romanen utkom på svenska 1959 i översättning av Cilla Johnson.